# Circus (périodique)
Pour les articles homonymes, voir Circus.
Circus est un magazine français de bande dessinée, publié par les éditions Glénat, dont le premier numéro a paru en avril 1975, et dont l’ultime numéro (130) a paru en octobre 1989.

## Principales séries publiées
- Arno par André Juillard et Jacques Martin[2]
- Balade au bout du monde, par Makyo et Laurent Vicomte
- Bob Marone, par Yann et Conrad
- Cargo, par Michel Schetter
- Le Destin de Sarah, par Marc Hernu
- Grimion Gant de Cuir, par Makyo
- Ernie Pike, par Hugo Pratt et Héctor Germán Oesterheld
- Jaunes, par Tito et Jan Bucquoy
- Les Passagers du vent, par François Bourgeon
- Patrick Maudick, par Patrick Dumas
- Sambre, par Yslaire et Balac
- Serge Morand, par André-Paul Duchâteau et Patrice Sanahujas
- Les Sept Vies de l'Épervier, par André Juillard et Patrick Cothias
- Vic Voyage, par Sergio Macedo